# Liste der Mitglieder des Landtages (Land Thüringen) (4. Wahlperiode)
Diese Liste gibt einen Überblick über alle Mitglieder des Landtages des Landes Thüringen in der 4. Wahlperiode (1927–1929). Die Wahl fand am 30. Januar 1927 statt, die Wahlbeteiligung betrug 78,29 %.

## Sitzverteilung
| Partei oder Wahlliste                    | Stimmenanteil in % | Sitze    | Veränderung (Sitze) |
| ---------------------------------------- | ------------------ | -------- | ------------------- |
| Einheitsliste (DNVP, DVP, Zentrum, ThLB) | 33,68 %            | 19 Sitze | + 19 Sitze          |
| SPD                                      | 31,62 %            | 18 Sitze | + 1 Sitz            |
| KPD                                      | 14,10 %            | 8 Sitze  | - 5 Sitze           |
| WP                                       | 9,42 %             | 5 Sitze  | + 5 Sitze           |
| NSDAP                                    | 3,48 %             | 2 Sitze  | + 2 Sitze           |
| DDP                                      | 3,34 %             | 2 Sitze  | + 2 Sitze           |
| VRP                                      | 2,75 %             | 1 Sitz   | + 1 Sitz            |
| DVFB                                     | 1,13 %             | 1 Sitz   | - 6 Sitze           |

## Landtagsvorstand
- Landtagspräsident: Hermann Leber (SPD)
- 1. Vizepräsident: Ernst von Thümmel (Einheitsliste (ThLB))
- 2. Vizepräsident: Kurt Geier (Einheitsliste (DVP))
- Alterspräsident: Theodor Bauer (Einheitsliste (DVP))

## Mitglieder
| Name                        | Lebensdaten | Wahlvorschlag (Partei) | Wahlkreis           | Anmerkungen |
| --------------------------- | ----------- | ---------------------- | ------------------- | --- |
| Hans Barthold von Bassewitz | 1867–1949   | Einheitsliste (DNVP)   | 4                   | |
| Theodor Bauer               | 1858–1944   | Einheitsliste (DVP)    | 1                   | |
| Erwin Baum                  | 1868–1950   | Einheitsliste (ThLB) 1 | 1                   | |
| Karl Baum                   | 1869–1955   | Einheitsliste (ThLB) 1 | 3                   | nachgerückt am 22. Oktober 1929 für Richard Wenzel |
| Bruno Bieligk               | 1889–1969   | SPD                    | 4                   | |
| Julius Böckelmann           | 1875–1940   | Einheitsliste (ThLB) 1 | 1                   | |
| Curt Böhme                  | 1889–1968   | SPD                    | 1                   | |
| Karl Breitenstein           | 1888–1961   | Einheitsliste (ThLB) 1 | 1                   | |
| Hermann Brill               | 1895–1959   | SPD                    | 4                   | |
| Artur Dinter                | 1876–1948   | NSDAP                  | Landeswahlvorschlag | |
| Heinrich Eckardt            | 1877–1957   | SPD                    | 3                   | nachgerückt am 26. Juni 1928 für Karl Hermann |
| Otto Engert (-Gentsch)      | 1895–1945   | KPD                    | Landeswahlvorschlag | Ende 1928 aus der KPD ausgeschlossen, ab 5. März 1929 wieder Mitglied der KPD-Fraktion, ab Mitte 1929 Mitglied der KPO-Fraktion                        |
| Richard Eyermann            | 1898–1971   | KPD                    | 3                   | |
| Lucie Fischer               | 1896–1978   | SPD                    | Landeswahlvorschlag | |
| Paul Fischer                | 1894–1979   | KPD                    | Landeswahlvorschlag | ab Mitte 1929 Mitglied der KPO-Fraktion |
| Clemens Flach               | 1893–1956   | WP                     | Landeswahlvorschlag | nachgerückt am 7. April 1927 für Walter Wünsche |
| Hermann Focke               | 1865–1951   | Einheitsliste (ThLB) 1 | 2                   | |
| Richard Franz               | 1886–1962   | SPD                    | 2                   | |
| August Frölich              | 1877–1966   | SPD                    | 2                   | |
| Franz Fürth                 | 1880–1961   | WP                     | 4                   | |
| Kurt Geier                  | 1879–1950   | Einheitsliste (DVP)    | Landeswahlvorschlag | |
| Max Robert Gerstenhauer     | 1873–1940   | WP                     | Landeswahlvorschlag | |
| Max Greil                   | 1877–1939   | SPD                    | 2                   | |
| Alfred Grötzsch             | 1860–1945   | Einheitsliste (DVP)    | 2                   | |
| Hermann Gründler            | 1897–1973   | SPD                    | 2                   | |
| Emil Hartmann               | 1868–1942   | SPD                    | 4                   | |
| Karl Hartmann               | 1885–1959   | SPD                    | Landeswahlvorschlag | |
| Emil Herfurth               | 1877–1951   | Einheitsliste (DNVP)   | 1                   | |
| Karl Hermann                | 1885–1973   | SPD                    | 3                   | Mandat niedergelegt am 13. Juni 1928 (Nachfolger: Heinrich Eckardt)                                                                                    |
| Willy Heunsch               | 1884–1943   | Einheitsliste (ThLB) 1 | 4                   | |
| Max Heyn                    | 1874–1963   | Einheitsliste (ThLB) 1 | 4                   | |
| Ernst Höfer                 | 1879–1931   | Einheitsliste (ThLB) 1 | 3                   | |
| Kurt Hubl                   | 1893–1967   | Einheitsliste (DNVP)   | 2                   | |
| Richard Kahnt               | 1871–n.e.   | SPD                    | 2                   | |
| Otto Kayser                 | 1890–1953   | WP                     | Landeswahlvorschlag | |
| Carl Kien                   | 1869–1943   | Einheitsliste (DNVP)   | 3                   | |
| Paul Kieß                   | 1894–1941   | SPD                    | 1                   | |
| Friedrich Knittel           | 1877–1933   | Einheitsliste (DVP)    | 3                   | |
| Louis Krause                | 1873–1961   | WP                     | 1                   | |
| Herman Anders Krüger        | 1871–1945   | DDP                    | Landeswahlvorschlag | |
| Paul Lärtz                  | 1885–1967   | SPD                    | 3                   | |
| Hermann Leber               | 1860–1940   | SPD                    | 1                   | |
| Willy Marschler             | 1893–1952   | NSDAP                  | Landeswahlvorschlag | |
| Leonhard Moog               | 1882–1962   | DDP                    | Landeswahlvorschlag | nachgerückt am 24. August 1928 für Marie Schulz |
| Louis Rennert               | 1880–1944   | SPD                    | 3                   | |
| Emma Sachse                 | 1887–1965   | SPD                    | 2                   | |
| Franz Schultze              | 1893–1963   | Einheitsliste (DVP)    | 2                   | |
| Marie Schulz                | 1882–1935   | DDP                    | Landeswahlvorschlag | Mandat niedergelegt am 20. August 1928 (Nachfolger: Leonhard Moog)                                                                                     |
| Hermann Schulze             | 1897–1967   | KPD                    | 2                   | Ende 1928 aus der KPD ausgeschlossen, ab Mitte 1929 Mitglied der KPO-Fraktion                                                                          |
| Wilhelm Tell                | 1871–1950   | VRP                    | Landeswahlvorschlag | |
| Albin Tenner                | 1885–1967   | KPD                    | 4                   | am 1. März 1929 aus der KPD ausgeschlossen, im März 1929 Mitglied der KPO, ab Mitte 1929 Mitglied der KPO-Fraktion                                     |
| Ernst von Thümmel           | 1871–1945   | Einheitsliste (ThLB) 1 | 2                   | |
| Hans Tittel                 | 1894–1983   | KPD                    | Landeswahlvorschlag | Ende 1928 aus der KPD ausgeschlossen, ab 5. März 1929 wieder Mitglied der KPD-Fraktion, ab Mitte 1929 Mitglied der KPO-Fraktion                        |
| Hermann Wächter             | 1876–1954   | WP                     | 2                   | |
| Richard Wenzel              | 1890–1929   | Einheitsliste (ThLB) 1 | 3                   | verstorben am 13. Oktober 1929 (Nachfolger: Karl Baum)                                                                                                 |
| Georg Friedrich Wieber      | 1869–1935   | SPD                    | Landeswahlvorschlag | |
| Frida Winckelmann           | 1873–1943   | KPD                    | 4                   | am 1. März 1929 aus der KPD ausgeschlossen, im März 1929 Mitglied der KPO, ab Mitte 1929 Mitglied der KPO-Fraktion                                     |
| Georg Witzmann              | 1871–1958   | Einheitsliste (DVP)    | 4                   | |
| Walter Wünsche              | 1890–1978   | DVFB                   | Landeswahlvorschlag | Wahl wurde am 31. März 1927 für ungültig erklärt, der Sitz im Wahlprüfungsverfahren der DVFB entzogen und der WP zugeteilt (Nachfolger: Clemens Flach) |
| Richard Zimmermann          | 1876–1969   | KPD                    | 1                   | |